# 李性 (嘉靖進士)
李性（1497年—？年），字仲復，福建福州府長樂縣人，民籍。

## 生平
治《詩經》，行九，由縣學附學生中式壬午科（1522年）福建鄉試第七十五名舉人，年二十七歲中式嘉靖二年（1523年）癸未科會試第一百六十五名，第三甲第三十七名進士。初任东莞县知县，政尚平易，公庭肅清。抑豪强，均徭役，民间稱为良县令。官终辰州府知府。

## 家族
曾祖李伯達。祖父李叔器。父李用豐。母林氏。严侍下。兄李悌、弟李恪、李恒。